# 카트크
카트크(튀르키예어: katık, 카자흐어·타지크어: қатық 까트끄, 바시키르어: ҡатыҡ, 키르기스어·타타르어: катык, 크림 타타르어: къатыкъ, 아제르바이잔어: qatıq 가트크, 우즈베크어: qatiq, 투르크멘어: gatyk, 위구르어: قېتىق)는 중앙아시아의 발효 유제품이다. 아이란보다 걸쭉하다.

## 같이 보기
- 아이란